# گورستان آق کند
قبرستان آق کند مربوط به دوران‌های تاریخی پس از اسلام است و در شهرستان مراغه، بخش مرکزی، روستای آق کند واقع شده و این اثر در تاریخ ۱۱ مهر ۱۳۸۳ با شمارهٔ ثبت ۱۱۱۷۱ به‌عنوان یکی از آثار ملی ایران به ثبت رسیده است.